# Frederik Vermehren
Johan Frederik Nikolai Vermehren, född den 12 maj 1823 i Ringsted, död den 10 januari 1910, var en dansk målare. Hans två söner Gustav Vermehren och Sophus Vermehren var också målare.

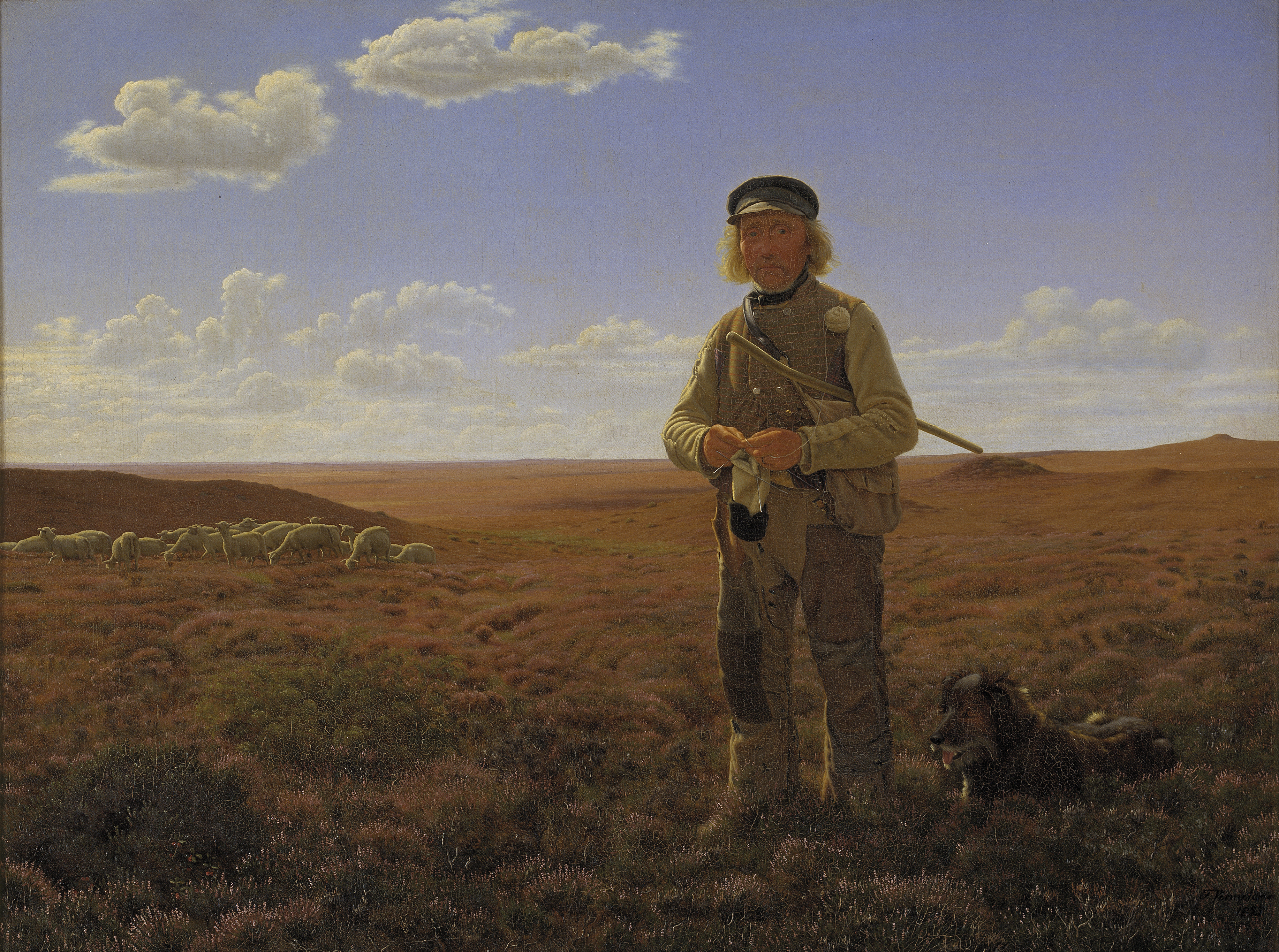
Fåraherden på heden.

Vermehren, som var son till en glasmästare, gick i skola vid Sorø akademi och fick där undervisning i teckning av skolans lärare, landskapsmålaren Hans Harder. Han blev student 1843 och kom året därefter till Köpenhamn, där han blev elev vid konstakademien och till Jørgen Roed. År 1848 deltog han som frivillig i kriget. Under de följande åren tillkom flera av hans mest betydande målningar, Reservsoldatens avsked från sin familj (1849, konstmuseet), Vetebrödsförsäljaren (1851, Hirschsprungs museum) och Fåraherden på heden (1853, konstmuseet). Åren 1855–1857 vistades han som akademistipendiat i Italien. Bland hans senare alster märks Såningsmannen samt Husligt arbete i en fattig bondstuga (båda 1860, i konstmuseet, som äger även Besöket hos den gamla trotjänarinnan med flera verk). Vermehrens folklivsbilder "ega typiskt danskt lynne och mycket djup i uppfattningen, liksom de ega inträngande skärpa i studium, iakttagelse och behandlingssätt. Hans framställning af den gamle fåraherden, som står kolugn ute på heden med sin stickstrumpa i handen, har blifvit räknad till en af de djupast trängande analyser af 'primitiv dansk karaktär'", skriver Georg Nordensvan i Nordisk familjebok. Från 1870-talet målade han huvudsakligen porträtt: Ung flicka vid sitt skrivbord (Glyptoteket), skådespelerskan fru Anna Nielsen (Kungliga teatern), målarna Jørgen Sonne och August Wilhelm Saabye (Charlottenborg). På gamla dagar återvände han till genremålning och utförde åtskilliga interiörer ur de borgerliga klassernas vardagsliv (Schackspelare, 1890, finns i Nationalmuseum i Stockholm). Han blev medlem av Köpenhamns akademi 1864 och var professor vid modellskolan 1873—1901. Han blev medlem av svenska konstakademien 1889.

## Utmärkelser
- Dannebrogsmännens hederstecken,  1888[7]
- Kommendör av första graden av Dannebrogorden,  1901[7]

[Redigera Wikidata]